# Regina Bendix

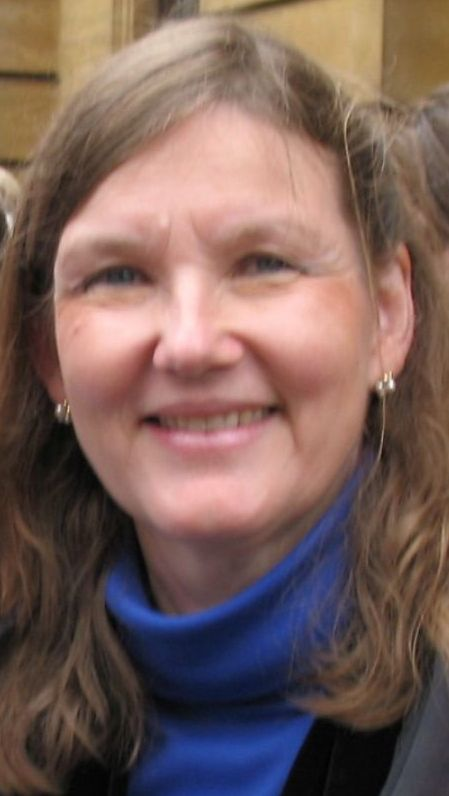
Regina Bendix

Regina Bendix (* 1958 in Brugg, Kanton Aargau) ist eine Schweizer Kulturanthropologin und Ethnologin. Sie ist Professorin für Kulturanthropologie/Europäische Ethnologie an der Georg-August-Universität Göttingen.

## Leben
Nach der Matura im Jahr 1978 an der Kantonsschule Aarau begann Bendix 1978 ein Studium der Volkskunde, Linguistik und Völkerkunde an der Universität Zürich. 1980 ging sie in die Vereinigten Staaten und schloss ihr Bachelor-Studium in Folklore 1982 an der University of California ab. 1984 folgte der Master-Abschluss an der Indiana University. 1987 beendete sie ihr Promotionsstudium erfolgreich an derselben Universität. Ab 1988 war sie wissenschaftliche Mitarbeiterin am Lewis and Clark College in Portland (Oregon), sowie an der University of California. Anfang der 1990er-Jahre kehrte Bendix in die Schweiz zurück und arbeitete 1991/92 mit einem Förderungsstipendium des Schweizerischen Nationalfonds in Basel, wo sie auch einen Lehrauftrag in der Volkskunde hatte. 1992/93 legte sie dann mit einem Guggenheim-Stipendium ein Forschungsjahr am Institute for Advanced Study in Princeton ein und arbeitete dann fünf Jahre als Assistenzprofessorin für Folkloristik und Volkskunde an der University of Pennsylvania.
1997/98 kehrte sie erneut nach Europa zurück und hatte Gastprofessuren in Kulturanthropologie und Europäischer Ethnologia an der Universität Wien. 1999 ging sie als Professorin für Folklore und Anthropologie wieder an die University of Pennsylvania und hatte auch den Graduate Chair of Folklore and Folklife inne. 2001 berief man sie schließlich auf die C4-Professur in Volkskunde in Göttingen. Im gleichen Jahr wurde sie zur Präsidentin der  Société Internationale d’Ethnologie et de Folklore gewählt und übte diese Funktion bis 2008 aus. Außerdem war sie von 2008 bis 2012 Direktorin des Zentrum für Theorie und Methodik der Kulturwissenschaft an der Universität Göttingen. Sie war von 2008 bis 2015 Mitherausgeberin der ethnologischen Fachzeitschrift Ethnologia Europaea. 2014 hat sie gemeinsam mit Ulrich Marzolph die Fachzeitschrift Narrative Culture initiiert, die sie bis 2023 mit-redigierte. Seit 2020 ist sie im Redaktionsteam der Zeitschrift für Volkskunde, neu Zeitschrift für Empirische Kulturwissenschaft.

## Forschungsschwerpunkte
Bendix verknüpft Themen aus Wirtschaft, Politik und Kultur mit der Anthropologie. Sie interessiert sich für die Wissenschaftsgeschichte der Volkskunde, Folklore, Ethnologie und Kulturanthropologie, forscht zu Kommunikation und Erzählen, Ritualen und Bräuchen und zur Rolle der Sinne in der Alltagspraxis. Einen weiteren Schwerpunkt bildete neu die Schulkultur. Kulturelles Eigentum und Kulturerbe wurden durch eine interdisciplinäre Forschergruppe zu einem wesentlichen Forschungsgebiet, zu dem sich ab 2020 auch Mitarbeit in Forschungen zu Provenienz und Restitution hinzugesellte. 

## Schriften (Auswahl)

### Autorenschaft
- Silvesterkläuse in Urnäsch.  Verlagsgemeinschaft, St. Gallen 1984
- Progress and Nostalgia: Silvesterklausen in Urnäsch. University of California Press,  Berkeley 1985
- Backstage Domains: Playing William Tell in Two Swiss Communities. Peter Lang, New York/Bern 1989
- Amerikanische Folkloristik: Eine Einführung. Dietrich Reimer Verlag, Berlin 1995
- In Search of Authenticity: The Formation of Folklore Studies. University of Wisconsin Press, Madison 1997
- mit Kilian Bizer und Dorothy Noyes: Sustaining Interdisciplinary Collaboration: A Guide for the Academy. University of Illinois Press, Urbana  2017
- Culture and Value. Tourism, Heritage and Property. Indiana University Press, Bloomington 2018

### Herausgeberschaft
- mit Gudrun Schwibbe: Nachts – Wege in andere Welten. Schmerse, Göttingen 2004
- mit John Bendix: Sleepers, Moles and Martyrs. Museum Tusculanum Press, Copenhagen 2004
- mit Dorothee Hemme und Markus Tauschek: Prädikat Heritage: Wertschöpfung aus kulturellen Ressourcen. Berlin 2007
- mit Ulrich Marzolph: Hören, Lesen, Sehen, Spüren: Märchenrezeption im europäischen Vergleich. Hohengehren 2008
- mit Alois Wierlacher: Kulinaristik. Forschung – Lehre – Praxis. LIT-Verlag, Münster 2008
- mit Kilian Bizer und Stefan Groth: Die Konstituierung von Cultural Property: Forschungsperspektiven (= Göttingen Studies in Cultural Property, Band 1). Universitätsverlag Göttingen, Göttingen 2010.
- mit Galit Hasan-Rokem: Folklore Companion. Wiley-Blackwell, Oxford 2012
- mit Stefan Groth und Achim Spiller: Kultur als Eigentum: Instrumente, Querschnitte und Fallstudien (= Göttingen Studies on Cultural Property, Band 9). Universitätsverlag Göttingen, Göttingen 2015